# Oliver Stone
William Oliver Stone (Nueva York, 15 de septiembre de 1946) es un director, guionista, productor de cine y exmilitar estadounidense.
Stone ganó un Premio Óscar al Mejor guion adaptado por su trabajo en Expreso de Medianoche (1978). También escribió el guion de la famosa película de gánsteres Scarface (1983). Stone alcanzó a la fama como director/guionista por su película Platoon (1986), con la cual ganó el Premio Óscar al mejor director; la película fue premiada por mejor fotografía. Platoon fue la primera película de una trilogía basada en la guerra de Vietnam, en la cual Stone participó como soldado de infantería de marina. Continuó la trilogía con Nacido el 4 de Julio (1989) —con la cual ganó su segundo Premio Óscar al mejor director— y El cielo y la tierra (1993). Otros trabajos notables de Stone incluyen: Salvador (1986), basado en la guerra civil de El Salvador; la cinta sobre crisis financiera Wall Street (1987) y su secuela Wall Street: El dinero nunca duerme (2010); The Doors (1991), película biográfica del grupo de rock homónimo; y la trilogía de películas basadas en los Presidentes de Estados Unidos: JFK (1991), Nixon (1995) y W. (2008). Muchas de las películas de Stone están enfocadas en la controvertida vida política de los Estados Unidos a finales del siglo veinte.

## Biografía
William Oliver Stone nació en Nueva York. Su padre era un agente de bolsa judío y su madre, francesa y católica; él más adelante se convertiría al budismo. Estudió en las universidades de Yale y de Nueva York. Participó como soldado en la guerra de Vietnam, en la que fue herido dos veces, obteniendo la condecoración del Corazón Púrpura. Este hecho marcó su vida y es protagonista de algunos de sus mejores trabajos.
Su producción cinematográfica se inspira en hechos reales. Sus primeros contactos con la industria del cine (sin contar los trabajos de guion y/o dirección en películas menos conocidas) fueron como guionista de gran éxito. Suyos son los guiones de El expreso de medianoche, de Alan Parker (1978), de Conan el Bárbaro, de John Milius (1982), y de Scarface, el precio del poder, de Brian De Palma (1983).

## Carrera profesional

### Años 1970 y 80
Filmó dos películas en los setenta, primero un cortometraje sobre Vietnam en 1971 y una de terror, Seizure (1974). El paso al primer plano de la actualidad cinematográfica se produce al recibir el Óscar en 1979 al mejor guion adaptado por El expreso de medianoche, después filmaría un thriller psicológico The Hand (1981). Luego vendría un año muy ajetreado 1986, primero con Salvador, pero es con la dirección de la galardonada Platoon con la que se consagra y obtendría el Óscar a la mejor dirección, además de mejor película, con un total de cuatro premios de la academia. En 1987 realizó Wall Street, una de sus mejores películas, y en la que narraba las peripecias de un tiburón de las finanzas, interpretado por Michael Douglas, que ganó un Óscar por este papel.
Tras una breve pausa con la menos ambiciosa Talk Radio, Stone regresó con su segunda película sobre Vietnam, que sería muy diferente en enfoque y objetivos respecto a Platoon. Nacido el 4 de julio, protagonizada por el ascendente Tom Cruise, quien sería nominado al Óscar, es la historia real de Ron Kovic un veterano del conflicto, discapacitado por sus heridas de guerra, quien pasará de ser un fervoroso soldado a un activista en contra de la guerra. Sería el segundo y hasta ahora último Óscar como director para Stone.

### Años 1990
En 1990 realizaría The Doors, una recreación de la vida del famoso grupo, y fundamentalmente de su líder, Jim Morrison, encarnado por Val Kilmer, y un año después realizaría la que para muchos es su película más importante como cineasta: JFK: caso abierto. Su relato sobre la investigación que el fiscal Jim Garrison desarrolló en los años 1960 sobre el asesinato de John F. Kennedy causó un enorme revuelo debido al planteamiento de una conspiración y contribuyó a hacer crecer su imagen.
Dos años después estrenó su tercera película sobre Vietnam, Heaven & Earth, protagonizada por Tommy Lee Jones que, pese a no tener el impacto de las dos anteriores, certificó su versatilidad y las pocas facilidades que se dio narrando una historia de amor entre un veterano y una vietnamita, y siendo capaz al mismo tiempo de regresar al conflicto con una tercera óptica. Al año siguiente, 1994, adapta y cambia libremente un libreto de Quentin Tarantino, para afrontar una de sus películas más provocadoras y atacadas por la crítica, Natural Born Killers, que narra las peripecias de dos asesinos sociópatas que dejan un inefable rastro de sangre a su paso. Combinando todo tipo de objetivos de cámara, negativos en color y en blanco y negro, incluso animación, con un montaje alocado y demencial, Stone intentó llamar la atención por todos los medios posibles, logrando un notable éxito de taquilla.
En 1995 regresaría al melodrama con el retrato de uno de los líderes más controvertidos de la historia de los Estados Unidos, Richard Nixon, con su biopic Nixon. Interpretado con gran solidez por Anthony Hopkins, la película obtuvo una respuesta fría de público y crítica negativa. El año 1997 verá su regreso con el thriller U Turn, que incluyó a Sean Penn, Jennifer Lopez, Nick Nolte y Billy Bob Thornton. Hermana de Natural Born Killers, aquí el director relajó un poco el ritmo del montaje para ofrecer un relato de turbia atmósfera de un tono casi humorístico. En 1999 daría una sorpresa a sus seguidores con Any Given Sunday, protagonizada por Al Pacino, sobre el mundo del fútbol americano.

### Años 2000
En 2003 estrenó Comandante, en torno a la figura del presidente cubano Fidel Castro, en la que se asiste a una extensa entrevista. El documento tuvo detractores, que le reprocharon ser aquiescente con las respuestas del entrevistado.[cita requerida] El mismo año estrenó el documental sobre el conflicto palestino-israelí, Persona non grata. En 2004 regresaría a Cuba, para montar una segunda parte de Comandante, titulada Looking for Fidel, con motivo de la ejecución, por parte del gobierno cubano, de tres secuestradores de un bote cargado de pasajeros con el fin de emigrar a La Florida.
En 2004 dirigió Alexander, sobre la vida de Alejandro Magno, protagonizada por Colin Farrell, que relata en clave historicista, épica y lírica el viaje emocional de Alejandro a lo largo de sus años de conquista, abordando de forma explícita la bisexualidad del conquistador y de su relación con Hefestión.
En 2006 abordó la destrucción de las Torres Gemelas de Nueva York en World Trade Center, que narra la historia verídica de dos agentes de la policía portuaria, uno de ellos interpretado por Nicolas Cage, que sobrevivieron milagrosamente al derrumbe de la estructura que mató a centenares de bomberos y policías. Este año hizo un pequeño cameo en la película de Santiago Segura Torrente 3: El protector.
En 2008 dirigió una biopic sobre George W. Bush, llamada W., en la que narra la controvertida infancia del presidente, su relación con su padre, su lucha contra el alcoholismo, el redescubrimiento de su fe cristiana, su carrera política y su mandato presidencial durante la invasión de Irak de 2003. La película se basa en un guion del propio Stone y de Stanley Weiser, con quien también había escrito Wall Street.
Prepara una nueva incursión en el viejo tema de Vietnam con Pinkville, protagonizada por Bruce Willis, y que se acerca a la masacre de My Lai, donde cientos de vietnamitas fueron asesinados por los soldados estadounidenses. A la vez realizó el documental llamado Al sur de la frontera, esta vez sobre el resurgir de la izquierda en América Latina, en especial en Venezuela con su presidente Hugo Chávez.

### Años 2010
En aquellos años, Stone se dedicó en particular en dirigir y producir documentales con trasfondo político. En 2010, volvió al tema de Wall Street para la secuela Wall Street: Money Never Sleeps. En 2012, Stone dirigió Savages, basada en una novela de Don Winslow, y su tercer documental sobre Fidel Castro, Castro in Winter. Aquel año se estrenó en el canal de TV Showtime su serie documental The Untold History of the United States, de diez episodios de una hora cada uno, un proyecto que calificó como «la cosa más ambiciosa que he hecho. Ciertamente en forma de documental, y quizás en forma de ficción, de largometraje».
En 2014, el canal Telesur estrenó su documental Mi amigo Hugo, sobre el expresidente de Venezuela, Hugo Chávez. Al año siguiente coprodujó el documental del ucraniano Igor Lopatonok Ukraine on Fire, que analiza los orígenes del Euromaidán de 2014. Volvió a producir en 2019 la secuela de este documental, Revealing Ukraine, sobre la crisis ucraniana, en la que hace también de entrevistador.
En 2015 recibió un premio honorífico en el Festival de Cine de Sitges. Su película Snowden, protagonizada por Joseph Gordon-Levitt como el denunciante Edward Snowden. Snowden se terminó de filmar en mayo de 2015 y fue lanzado el 16 de septiembre de 2016.
El 22 de mayo de 2017, varios periódicos de la industria informaron que Stone iba a dirigir una serie de televisión sobre el campo de detención de Guantánamo. A Daniel Voll se le atribuyó la creación de la serie. La productora de Harvey Weinstein está financiando la serie. Se informó que Stone estaba programado para dirigir todos los episodios de la primera temporada. Sin embargo, Stone anunció que dejaría la serie después de que surgieran acusaciones de conducta sexual inapropiada contra Weinstein en octubre de 2017.
En ese mismo año, lanzó varias horas de entrevistas con Vladímir Putin, The Putin interviews condensadas en un documental de cuatro partes emitido por el canal de TV Showtime.

### Años 2020
En julio de 2020, Stone se asoció con Houghton Mifflin Harcourt para publicar sus primeras memorias, tituladas Chasing the Light: Writing, Directing, and Surviving Platoon, Midnight Express, Scarface, Salvador, and the Movie Game, que narra su turbulenta educación en la ciudad de Nueva York , el voluntariado para el combate en Vietnam, y las pruebas y triunfos de la realización cinematográfica en las décadas de 1970 y 1980. El libro, que termina con su éxito ganador del Oscar Platoon, fue elogiado por el New York Times, quien dijo: “El Oliver Stone representado en estas páginas, vulnerable, introspectivo, obstinadamente tenaz y con el corazón roto, puede ser el personaje más comprensivo que alguna vez ha escrito ... prepara perfectamente el escenario para la posibilidad de la más rara de las producciones de Stone: una secuela ”.
En junio de 2021, su documental JFK Revisited: Through the Looking Glass, secuela de JFK, fue presentado en la nueva sección Cannes première del festival de Cannes.

## Polémicas
En diciembre de 2007 Stone viajó a Colombia para participar, como observador y como documentalista, en la liberación de tres rehenes del grupo guerrillero de las FARC, en una operación humanitaria nombrada Operación Emmanuel. El grupo de las FARC ha sido incluido en la lista de grupos terroristas por parte del gobierno estadounidense y la Unión Europea, después del fallido proceso de entrega de los rehenes, debido a la imposibilidad de entrega de un menor de edad, hijo de Clara Rojas (una de las rehenes) y al hecho de que fue concebido en cautiverio, y a que ya se encontraba en una institución de protección del estado colombiano. Stone hace referencias frente a la posibilidad de que el gobierno colombiano es el responsable del fracaso de la misión, lo cual generó la inconformidad de este, así como la de ciertos sectores de la sociedad colombiana.[cita requerida]. Las declaraciones de Stone se dieron antes de que el grupo guerrillero reconociera que no tenía al niño en su poder, o de que confirmaran su identidad las autoridades colombianas. El texto de la entrevista completa se encuentra en Internet.
En junio de 2010 Stone declaró que consideraba que la guerrilla colombiana las FARC eran heroicas. Ese mismo mes, también declaró que "El golpe de estado en Honduras fue una vergüenza para los Estados Unidos" y criticó que el presidente estadounidense Barack Obama "no movió un dedo" durante los acontecimientos.
En 2010 declaró, en una entrevista con el diario Sunday Times, que su serie documental La historia no contada de los Estados Unidos era una reacción ante la "dominación judía de los medios". Estas palabras fueron denunciadas como antisemitas por la Liga Antidifamación. Posteriormente Stone, quien a comienzos de ese año había declarado que "Hitler es el chivo expiatorio de la historia", se disculpó por estas declaraciones.
El 12 de mayo de 2014, Stone, junto con la irlandesa Mairead Maguire y el argentino Adolfo Pérez Esquivel ―ambos premios nobel de la paz―, y un centenar de profesores de Estados Unidos y Canadá, solicitaron a Human Rights Watch que tomara «medidas concretas para afianzar la independencia» de la organización, ya que sus más altos directivos tenían relación directa con el Partido Demócrata, con el gobierno de Estados Unidos y también con la CIA (Agencia Central de Inteligencia). La carta se dirigía al director de Human Rights Watch, Kenneth Roth, y se solicitaba el fin de las «puertas giratorias» entre dichas instituciones y Human Rights Watch.

## Filmografía

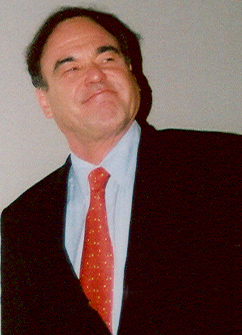
Oliver Stone en la premier de Alejandro Magno en Colonia (Alemania).

- 1971: Último año en Vietnam (Last Year in Vietnam, corto)
- 1974: Reina del mal (Seizure)
- 1979: Loco de Martinique (Madman of Martinique, corto)
- 1981: La mano (The Hand)
- 1986: Salvador
- 1986: Platoon
- 1987: Wall Street
- 1988: Hablando con la muerte (Talk Radio)
- 1988: Nacido el 4 de julio (Born on the Fourth of July)
- 1991: The Doors
- 1991: JFK: caso abierto (JFK)
- 1993: El cielo y la tierra (Heaven & Earth)
- 1994: Asesinos natos / Asesinos por naturaleza (Natural Born Killers)
- 1995: Nixon
- 1997: U-Turn, giro al infierno (U Turn)
- 1999: Un domingo cualquiera (Any Given Sunday)
- 2003: Comandante
- 2004: Alejandro Magno (Alexander)
- 2004: Looking for Fidel
- 2006: World Trade Center
- 2008: W.
- 2009: Al sur de la frontera (South of the Border)
- 2010: Wall Street 2: El dinero nunca duerme
- 2012: Savages
- 2012: La historia no contada de los Estados Unidos
- 2014: Mi amigo Hugo (protagonizada por Hugo Chávez y en homenaje por el primer aniversario de su muerte).[16]
- 2016: Snowden
- 2017: The Putin Interviews
- 2019: JFK: Caso revisado

## Premios y distinciones
Premios Óscar
| Año  | Categoría            | Película                 | Resultado |
| ---- | -------------------- | ------------------------ | --------- |
| 1979 | Mejor guion adaptado | El expreso de medianoche | Ganador   |
| 1987 | Mejor guion original | Salvador                 | Nominado  |
| 1987 | Mejor guion original | Platoon                  | Nominado  |
| 1987 | Mejor director       | Platoon                  | Ganador   |
| 1990 | Mejor guion adaptado | Nacido el 4 de julio     | Nominado  |
| 1990 | Mejor director       | Nacido el 4 de julio     | Ganador   |
| 1990 | Mejor película       | Nacido el 4 de julio     | Nominado  |
| 1992 | Mejor guion adaptado | JFK: Caso abierto        | Nominado  |
| 1992 | Mejor director       | JFK: Caso abierto        | Nominado  |
| 1992 | Mejor película       | JFK: Caso abierto        | Nominado  |
| 1996 | Mejor guion original | Nixon                    | Nominado  |

Premios Globo de Oro
| Año  | Categoría      | Película                 | Resultado |
| ---- | -------------- | ------------------------ | --------- |
| 1978 | Mejor guion    | El expreso de medianoche | Ganador   |
| 1986 | Mejor guion    | Platoon                  | Nominado  |
| 1986 | Mejor director | Platoon                  | Ganador   |
| 1990 | Mejor guion    | Nacido el 4 de julio     | Ganador   |
| 1990 | Mejor director | Nacido el 4 de julio     | Ganador   |
| 1992 | Mejor guion    | JFK: caso abierto        | Nominado  |
| 1992 | Mejor director | JFK: caso abierto        | Ganador   |
| 1995 | Mejor director | Natural Born Killers     | Nominado  |

Premios Sant Jordi
| Año  | Categoría       | Resultado |
| ---- | --------------- | --------- |
| 2022 | Premio de honor | Ganador   |

Festival Internacional de Cine de San Sebastián
| Año  | Categoría       | Resultado |
| ---- | --------------- | --------- |
| 2012 | Premio Donostia | Ganador   |

Festival Internacional de Cine de Berlín
| Año  | Categoría                         | Película | Resultado |
| ---- | --------------------------------- | -------- | --------- |
| 1987 | Oso de Plata a la mejor dirección | Platoon  | Ganador   |

Festival Internacional de Cine de Venecia
| Año  | Categoría                  | Película       | Resultado |
| ---- | -------------------------- | -------------- | --------- |
| 1994 | Premio especial del jurado | Asesinos natos | Ganador   |